# Stenomerope spinari
Stenomerope spinari is een fossiele soort schietmot uit de familie Protomeropidae.